# Provincia Salamanca
Salamanca este o provincie în Spania, în comunitatea autonomă Castilia-Leon. Capitala sa este Salamanca.
Format:Comune Salamanca